# Fuentes del Algar

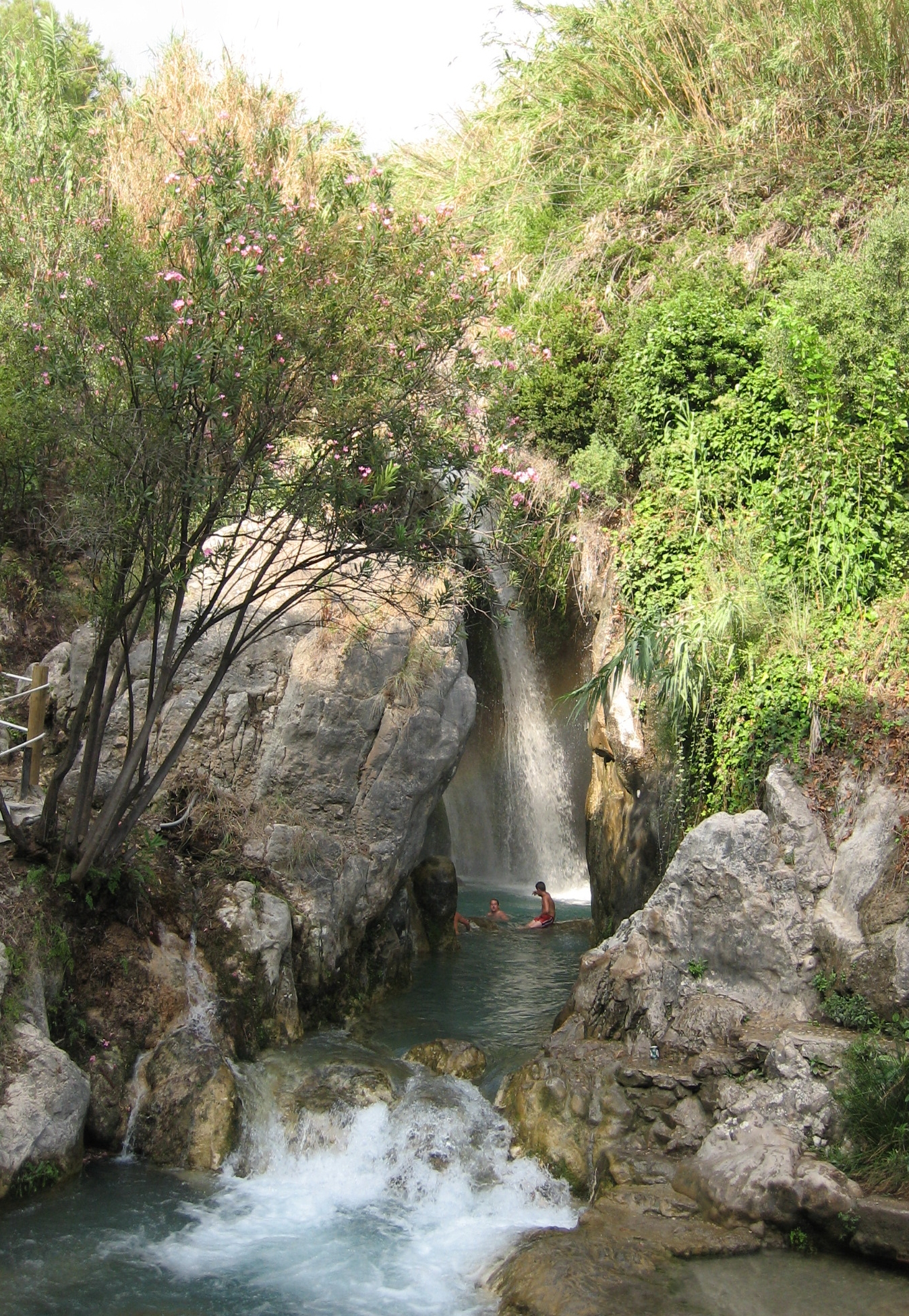
Cascada producida por las fuentes del Algar

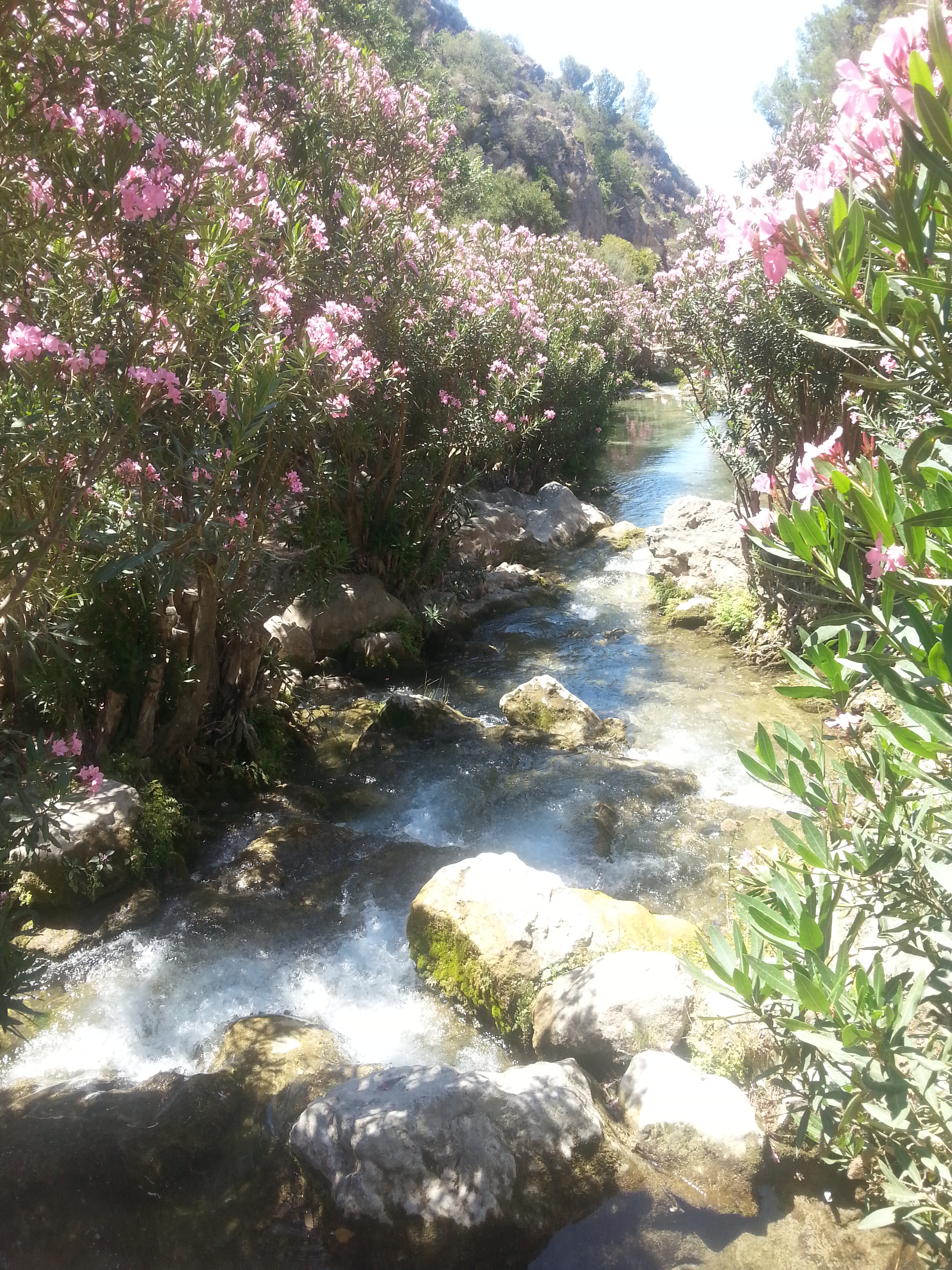
Las fuentes del Algar, Callosa de Ensarriá (Alicante, Comunidad Valenciana, España)

Las Fuentes del Algar están situadas a 3 km del centro urbano de Callosa de Ensarriá (Alicante), España, en dirección a Bolulla y Tárbena. La visita consiste en el recorrido por un circuito de 1,5 km de longitud a lo largo del cauce del río Algar ("cueva" en árabe) para ver el paisaje fruto del modelado kárstico de la roca caliza. Durante este trayecto el río lleva una cantidad abundante de agua fría, formando cascadas y embalses naturales a través de desfiladeros y con una vegetación mediterránea abundante. Durante el verano la mayor parte del caudal procede de los pozos ubicados en el nacimiento de las fuentes para después bombearla al pantano de Guadalest.
Las fuentes del río Algar constituyen un paraje natural con un elevado grado de conservación de la riqueza ecológica y dotado, a la vez, de servicios turísticos y de educación medioambiental. Este espacio fue declarado Zona Húmeda protegida por Acuerdo del Gobierno Valenciano de 10 de septiembre de 2002.
Este paraje es un auténtico parque temático sobre la importancia del agua como recurso ecológico, económico y cultural. En el futuro está prevista la creación de un Centro de Educación Ambiental sobre el recurso agua con sede en este paraje.